# Anticheta johnsoni
Anticheta johnsoni är en tvåvingeart som först beskrevs av Cresson 1920.  Anticheta johnsoni ingår i släktet Anticheta och familjen kärrflugor. Inga underarter finns listade i Catalogue of Life.